# GAC Trumpchi GS 4 Max

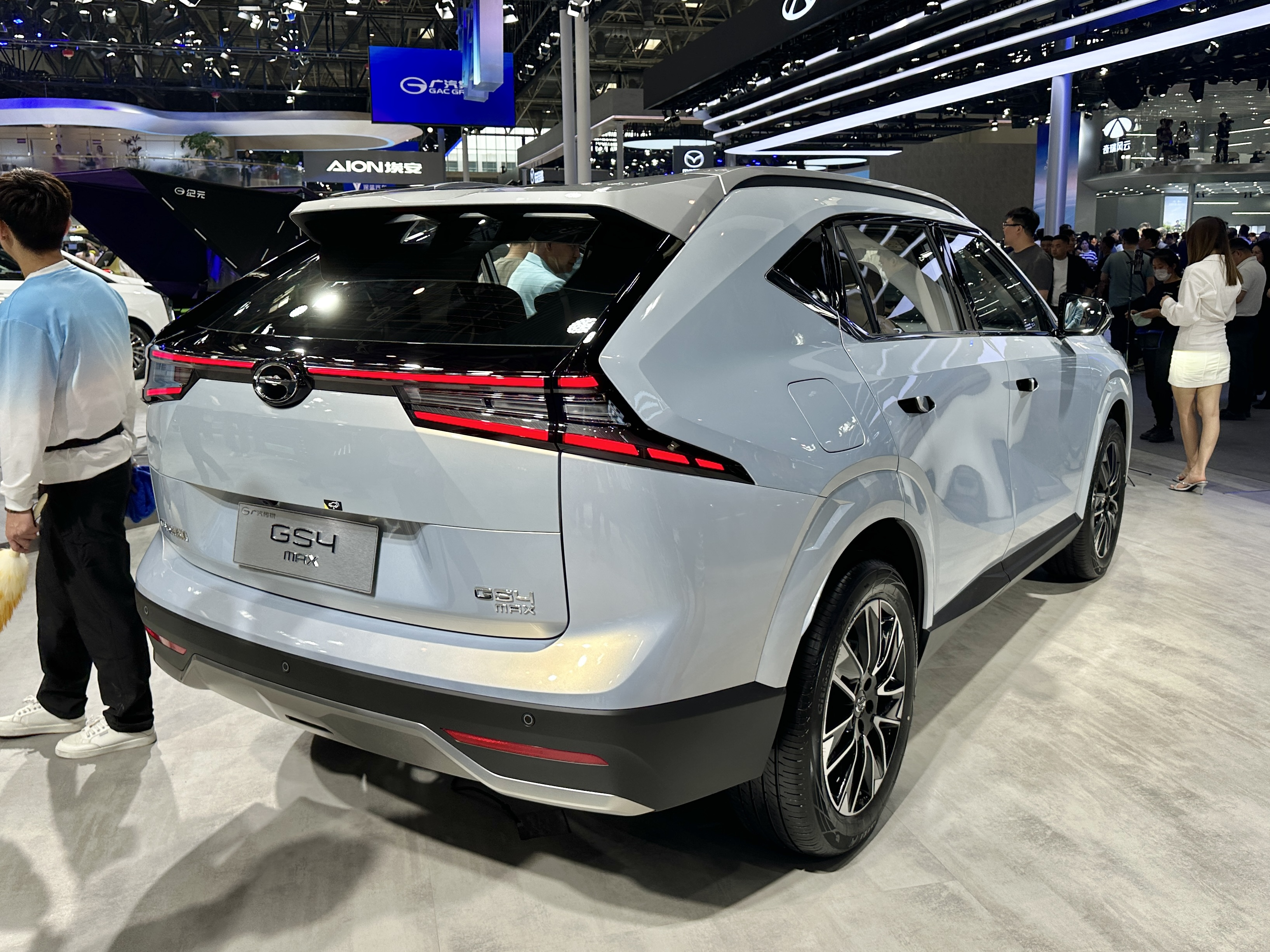
Heckansicht

Der GAC Trumpchi GS 4 Max ist ein Sport Utility Vehicle der Submarke Trumpchi der chinesischen Guangzhou Automobile Group.

## Geschichte
Vorgestellt wurde das 4,69 Meter lange, 1,90 Meter breite und 1,69 Meter hohe Fahrzeug im März 2024. Einen Monat später kam es auf dem chinesischen Markt in den Handel. Die Markteinführung in Russland erfolgte im März 2025.
Es gibt zwei Ausstattungslinien. Für eine sportliche Gestaltung werden ein Heckspoiler und ein Heckdiffusor serienmäßig verbaut. Das Kofferraumvolumen des Fünfsitzers wird mit 638 Litern angegeben. Bei einer umgeklappten Rücksitzbank erhöht es sich auf 1586 Liter. Als Konkurrenzmodelle des Wagens werden unter anderem der Changan CS75 Plus und der Haval H6 genannt.

## Technische Daten
Angetrieben wird der GS 4 Max von einem aufgeladenen 1,5-Liter-Ottomotor mit einer maximalen Leistung von 130 kW (177 PS) und einem maximalen Drehmoment von 270 Nm. Er hat Vorderradantrieb und ein 7-Stufen-Doppelkupplungsgetriebe. An der Vorderachse wird eine MacPherson-Radaufhängung verwendet, die Hinterachse ist als Mehrlenkerachse ausgeführt.
| Kenngrößen                                  | 1.5T                             | 1.5T                             |
| Markt                                       | Russland                         | China                            |
| Bauzeitraum                                 | seit 03/2025                     | seit 04/2024                     |
| Motorkenndaten                              |                                  |                                  |
| Motortyp                                    | R4-Ottomotor                     | R4-Ottomotor                     |
| Motoraufladung                              | Turbolader                       | Turbolader                       |
| Hubraum                                     | 1497 cm³                         | 1497 cm³                         |
| max. Leistung                               | 125 kW (170 PS) bei 5500/min     | 130 kW (177 PS) bei 5500/min     |
| max. Drehmoment                             | 250 Nm bei 1400–4500/min         | 270 Nm bei 1400–4500/min         |
| Kraftübertragung                            |                                  |                                  |
| Antrieb                                     | Vorderradantrieb                 | Vorderradantrieb                 |
| Getriebe                                    | 7-Stufen-Doppelkupplungsgetriebe | 7-Stufen-Doppelkupplungsgetriebe |
| Messwerte                                   |                                  |                                  |
| Leergewicht                                 | 1575 kg                          | 1540 kg                          |
| Höchstgeschwindigkeit                       | 190 km/h                         | 190 km/h                         |
| Beschleunigung, 0–100 km/h                  | 8,8 s                            | 8,8 s                            |
| Kraftstoffverbrauch auf 100 km (kombiniert) | 7,2 l Super                      | 6,8 l Super                      |
| Tankinhalt                                  | 55 l                             | 55 l                             |
| Abgasnorm                                   | k. A.                            | China VIb                        |